# Sabah Al Khair
Sabah Al Khair est un hebdomadaire tunisien en langue arabe qui a paru à Tunis chaque jeudi à partir du 30 avril 1987.